# Mark Krein
Mark Grigórievich Krein (en ucraniano: Марко Григорович Крейн, en ruso: Марк Григорьевич Крейн; 3 de abril de 1907 - 17 de octubre de 1989) fue un matemático soviético judío, una de las principales figuras de la escuela soviética de análisis funcional. Él es conocido por obras en teoría de operador (en estrecha relación con problemas concretos procedentes de la física matemática), el problema de momentos, el análisis clásico y la representación de grupo. 
Nació en Kiev, abandonó el hogar a los 17 años para ir a Odesa. Tuvo dificultades en su carrera académica, sin completar su primer grado y teniendo problemas constantes por la discriminación del antisemitismo. Su supervisor fue Nikolái Chebotariov.
Fue galardonado con el Premio Wolf en Matemáticas en 1982 (junto con Hassler Whitney),
pero no se le permitió asistir a la ceremonia. 
David Milman, Mark Naimark, Izrail Glazman y otros matemáticos conocidos fueron sus estudiantes.
Murió en Odesa.
El 14 de enero de 2008, la placa memorial de Mark Krein fue develada en la administración principal del edificio de la Universidad de Odesa